# Марія Тереза Рідль
Марія Тереза Рідль (італ. Maria Teresa Riedl; 14 грудня 1937 — 12 травня 1995) — колишня італійська тенісистка.
Найвищим досягненням на турнірах Великого шолома було 2 коло в одиночному розряді.

## Здобутки
| Рік  | Змагання               | Місто        | Турнір           | Медаль | Нотатки |
| ---- | ---------------------- | ------------ | ---------------- | ------ | ------- |
| 1959 | Літня Універсіада 1959 | Турин        | Одиночний розряд | 3rd    |         |
| 1959 | Літня Універсіада 1959 | Турин        | Парний розряд    | 1-ше   | [ 1 ]   |
| 1961 | Літня Універсіада 1961 | Софія        | Мікст            | 1-ше   | [ 2 ]   |
| 1963 | Літня Універсіада 1963 | Порту-Алегрі | Одиночний розряд | 3-тє   |         |
| 1963 | Літня Універсіада 1963 | Порту-Алегрі | Мікст            | 1-ше   | [ 3 ]   |
| 1965 | Літня Універсіада 1965 | Бухарест     | Одиночний розряд | 1-ше   |         |
| 1965 | Літня Універсіада 1965 | Бухарест     | Парний розряд    | 1-ше   | [ 4 ]   |
| 1965 | Літня Універсіада 1965 | Бухарест     | Мікст            | 3-тє   | [ 3 ]   |